# Styphlomerus vittaticollis
Styphlomerus vittaticollis é uma espécie de carabídeo da tribo Brachinini, com distribuição na África do Sul e Moçambique.